# スキンケア
スキンケア（skin care）は、肌の手入れ。トイレタリーのひとつ。ビューティーケアとも。
肌の完全性をサポートし、その外観を向上させ、肌の状態を緩和する一連の実践行為。これには栄養、過度の日光への曝露の回避、および皮膚軟化剤の適切な利用などがある。外観を向上させる方法には化粧品、ボツリヌス菌、角質除去、フィラー、レーザーリサーフェシング、マイクロダーマブレーション、ピーリング、レチノール療法、超音波スキントリートメントなどがある。スキンケアは乾燥しすぎたり湿りすぎたりする皮膚のケア、皮膚炎の予防、皮膚の怪我の予防など、多くの状況で日常的に行われている手段である。
スキンケアは、創傷治癒、放射線療法などいくつかの薬物療法の治療が一部含まれる。
人にスキンケアを施すには、美容師免許の取得が必要となる。

## 日焼け止め
なお日焼け止めなどのスキンケア製品に含まれる成分がサンゴ礁に有害であるとして、ハワイ、パラオ共和国、タイ王国などで有害物質を含むものが禁止されている。

## EGFR
上皮成長因子受容体（EGFR）の阻害剤はがん治療に使用される薬剤であるが、これらの薬は一般的に発疹、乾燥肌、爪囲炎などの皮膚や爪の問題を引き起こす。皮膚軟膏による数回の予防的集中保湿、水性クリームおよび水浸しの回避（特定の状況では白酢または過マンガン酸カリウム浸しが役立つ場合があり）、日光への過度の曝露からの皮膚保護、通常の石鹸よりも皮膚の脱水が少ないことおよび頭皮濾胞炎のリスクを減らすシャンプーが推奨される他、局所抗生物質による治療法がなされる場合もある。

## 関連製品
薬用化粧品は、化粧品と「生物学的に有効な成分」を組み合わせた、局所的に塗布された組み合わせ製品であり、知覚される利点は似ているが経口摂取される製品は栄養化粧品と呼ばれている。米国食品医薬品局（FDA）によると、食品医薬品化粧品法は「薬用化粧品」などのカテゴリを認識していなく、製品は医薬品、化粧品、またはその両方の組み合わせであり、「化粧品」という用語は、法律の下での担保はない。ただし医薬品はFDAによる徹底的なレビューと承認プロセスの対象となる。化粧品および化粧関連製品は販売前にFDAによって承認されていなくとも規制されてはいない。

## 手順
スキンケアにはボツリヌス菌の治療などのほか剥離; フィラー; 化粧品のリサーフェシング、脱毛、白斑、ポートワインの染み、入れ墨の除去におけるレーザー医学; 光線力学療法; マイクロダーマブレーション; レチノール療法などもある。

## 主なスキンケア製品のメーカー
- 資生堂 - スキンケアブランド「アベンヌ」ANESSA AQUALABEL エリクシール (化粧品)等
- カネボウ化粧品 (カネボウ化粧品#スキンケア) アリィー等
- 大塚製薬 (大塚製薬#スキンケア用品)
- 第一三共ヘルスケア - 主に一般用医薬品（OTC医薬品）のほかスキンケアなどを取り扱う
- ロレアル - 皮膚病学や調剤の分野の活動も盛ん
- 花王/ニベア花王 - ソフィーナ/スキンケアブランド「NIVEA」と、日本の日用品・化粧品大手の花王が設立した ビオレ等
- エーザイ (エーザイ#外皮用薬・スキンケア)
- サンスター (サンスター#スキンケア)
- コーセー - ファンデーションとスキンケアに力を入れている会社
- ユニリーバ・ジャパン (ユニリーバ・ジャパン#ヘアケア・スキンケア)
- ロート製薬 - 肌ラボ、近江兄弟社、メンソレータムなど
  - 詳細はロート製薬の製品#外皮薬/スキンケア参照
- P&Gプレステージ P&Gジャパン/SK-II - SK-II#スキンケア商品一覧（2018年2月現在）
  - P&G製品一覧#ヘアケア・スキンケア製品
- 常盤薬品工業
- ヴァーナル - 洗顔料等の卸売事業と通信販売事業が主力の企業
- エスティローダー - スキンケア用品ほか化粧品・ヘアケア用品・香水の世界的なメーカー
- クラシエホームプロダクツ - アロマリゾート（スキンケア）, ナイーブなど
- OXY
- ユニリーバ - LUX（ラックス） Dove（ダヴ）など
- ドクターシーラボ (ドクターシーラボ#スキンケア化粧品)
- クローダ
- ジレット - 男性用フォームスキンケア成分を配合 ピュアスポーツ など
- 全薬工業 (全薬工業#スキンケア製品)
- 恒安国際 - 中国のトイレタリー大手企業で スキンケアなど家庭向け衛生用品の生産と販売に従事
- 加美乃素本舗 (加美乃素本舗#スキンケア製品)
- レブロン
- ラブラボ - スキンケアグッズ商品ブランド美肌一族など
- H&s - 名称の由来は『hair & skin care（ヘア・アンド・スキンケア）』
- ハーバライフ - スキンケアなども扱っている企業
- ボックスグループ - スキンケア商品及び雑貨の事業を展開する
- シェリング・プラウ
- 東レインターナショナル - スキンケア“トレシー”など
- ペリコンMD - スキンケア、サプリメントブランドPerriconeMD
- アモーレパシフィック - 高級スキンケアブランド「AMOREPACIFIC」が有名
- 新日本製薬
- オルビス
- オッペン化粧品
- 三基商事 (三基商事#スキンケア商品)
- ランコム

## 使用される成分例
- グリコール酸
- ラノリン
- ティーツリー
- ココアバター
- アルガン油
- 椿油
- コラーゲン